# Palazzo Mirelli di Teora

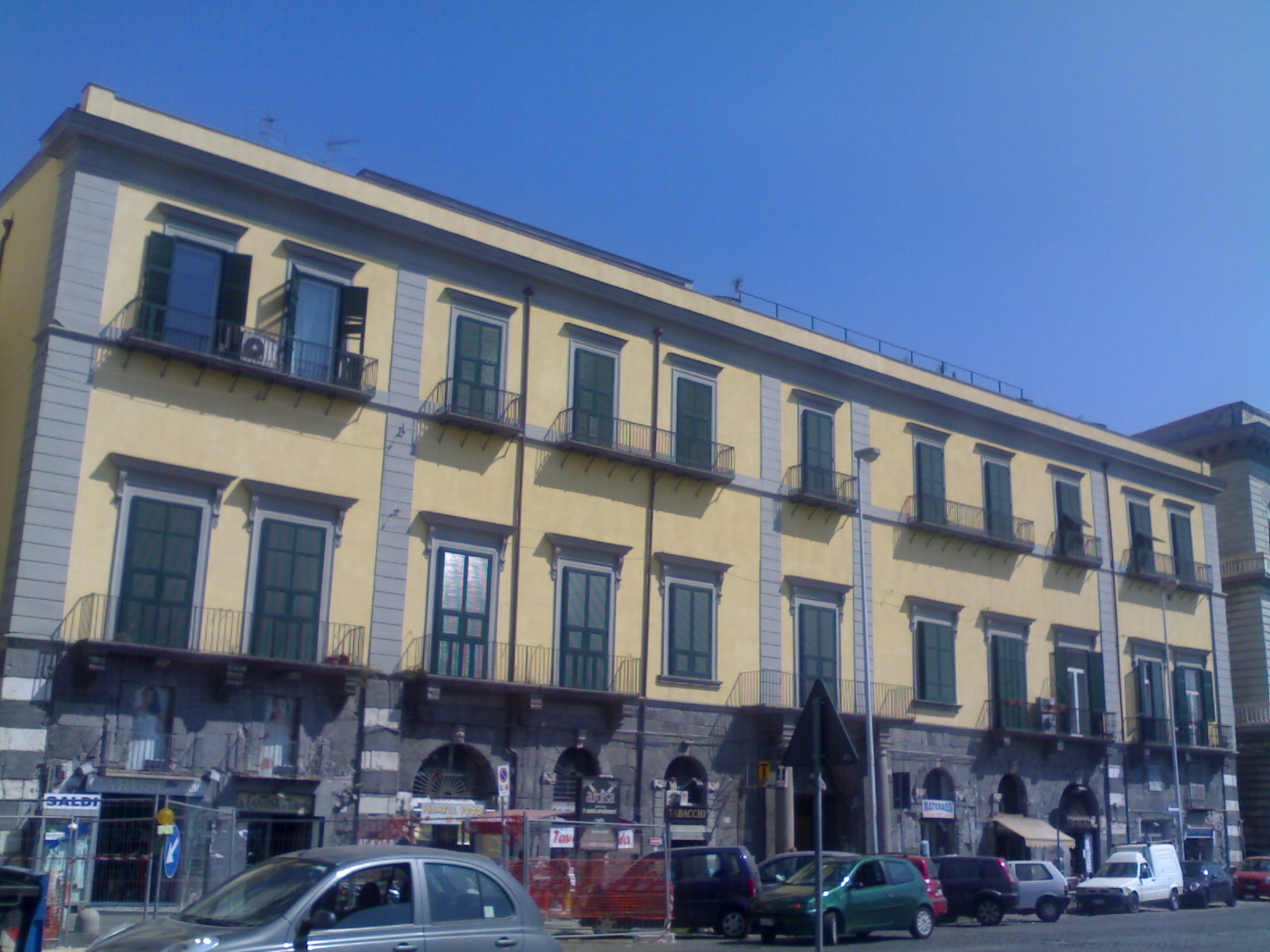
Palazzo Mirelli di Teora in Neapel

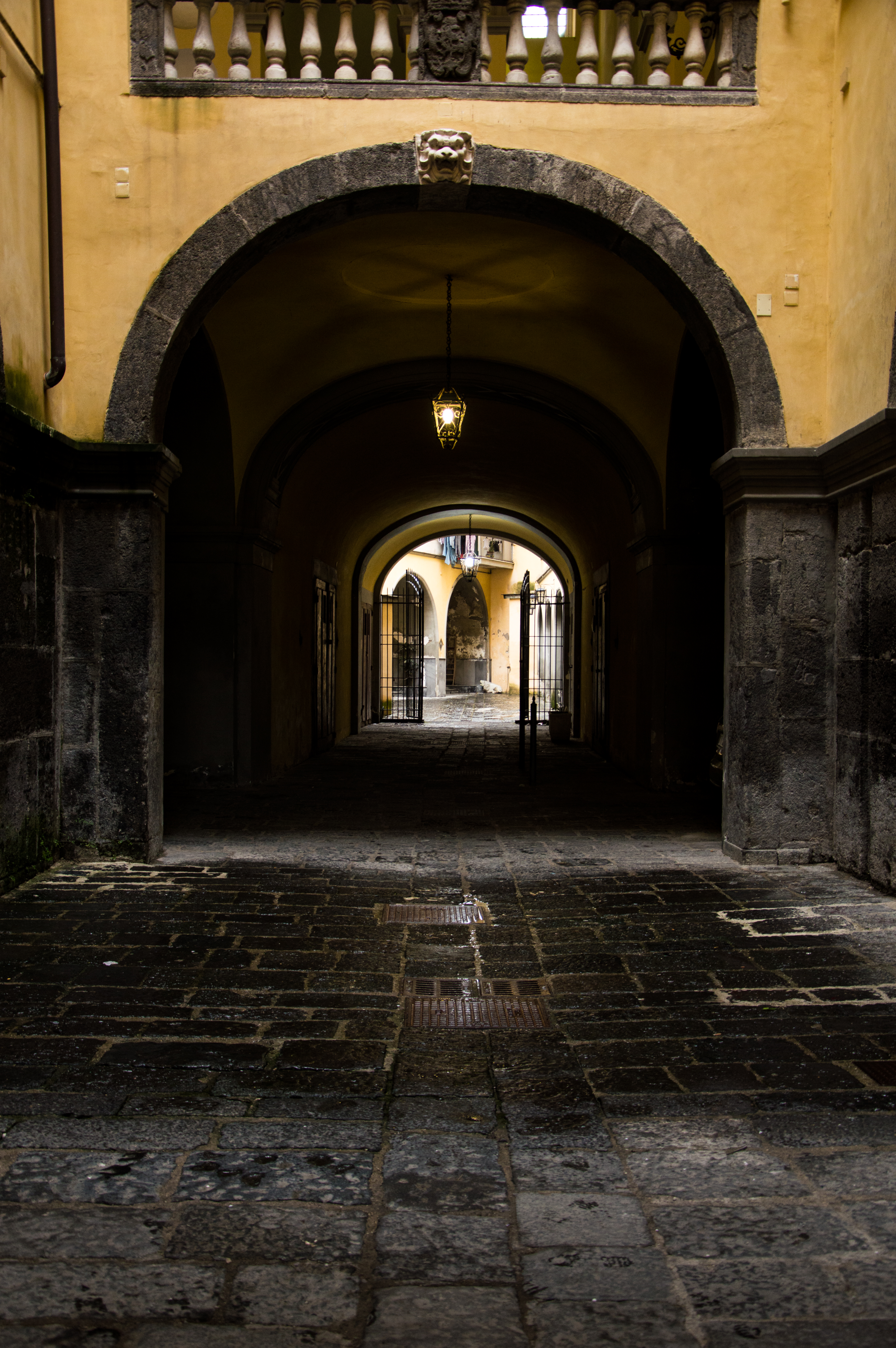
Innenhof

Der Palazzo Mirelli di Teora (früher Palazzo Barile di Caivano) ist ein Palast aus dem frühen 18. Jahrhundert im Viertel Chiaia in Neapel in der italienischen Region Kampanien. Er liegt an der Riviera di Chiaia, 66.

## Geschichte
Mit dem Bau des Palastes begann im ausgehenden 17. Jahrhundert Cosimo Fanzago im Auftrag der Familie Barile aus Caivano, schaffte es aber nicht, das Werk zu Ende zu bringen. Ferdinando Sanfelice setzte den Bau fort; er baute die offene Treppe ein und brachte die Verzierungen an, die dem Palast das Aussehen eines typischen, neapolitanischen Barockbaus verliehen. Im Jahre 1703 wurde der Palast unter dem Bauherrn Carlo Mirelli, Herzog von Teora, fertiggestellt.
Später fiel der Palast an den Grafen von Kaunitz, den Botschafter des Habsburgerreiches, der Carlo Vanvitelli damit beauftragte, ihn für den großen Ball zu restaurieren, der 1768 zur Feier der Hochzeit von König Ferdinand IV. mit Maria Karolina von Österreich stattfand.
Später überließ der Herzog von Teora den Palast dem Botschafter des Königreichs Marokko.
Die Straße, die von der linken Seite des Palastes bis zum Corso Vittorio Emanuele führt, wurde nach dem Palast benannt: Via Arco Mirelli. Tatsächlich gab es einen Bogen, der den Palast mit den Nachbarhäusern verband; sie wurden im 19. Jahrhundert durch den Palazzo Guevara di Bovino ersetzt.
Heute ist der Palazzo Mirelli di Teora ein Mietshaus in hervorragendem Erhaltungszustand.